# René Acuña
René Acuña Sandoval más conocido como René Acuña (Ciudad de Guatemala, 13 de junio de 1929-Ciudad de México, 20 de enero de 2018) fue un investigador, ensayista y poeta guatemalteco radicado en México.

## Biografía
Nacido en la Ciudad de Guatemala en 1929, realizó una maestría en artes en 1969, y un doctorado en filosofía en 1973, ambos por la Universidad de California en Los Ángeles (UCLA). Así mismo realizó estudios de humanidades clásicas y derecho canónico en universidades de México, Centroamérica y España.
Se desempeñó como investigador en el Centro de Estudios Mayas del Instituto de Investigaciones Filológicas de la Universidad Nacional Autónoma de México (UNAM), donde además fue director de la “Biblioteca Lingüística” y de la “Biblioteca de Textos Mayas”, pertenecientes a la serie “Fuentes para el Estudio de la Cultura Maya”.
Fundó y dirigió las revistas Artis, editada por el Ministerio de Educación de Guatemala, y Mester, revista de la UCLA, de la que también fue miembro del comité editorial. Entre 1956 y 1958 obtuvo varios premios de poesía en su país natal.
Es autor de varios libros de poesía, dramaturgia, narrativa y parte de su obra se encuentra en distintas antologías. Entre sus publicaciones destacadas se encuentran: Farsas y representaciones escénicas de los mayas antiguos (1978), El teatro popular en Hispanoamérica: una bibliografía anotada (1979), Notas de literatura arcaica latina (1981), y Temas del Popol Vuh (1998). La mayor parte de su obra estuvo dedicada al estudio de la cultura prehispánica, principalmente la maya. Se interesó también por el estudio del teatro popular en Hispanoamérica. En 1977 reunió y tradujo del galaico–portugués al castellano antiguo y al moderno las cantigas de Pero Meogo, así mismo incursionó en el estudio de autores clásicos latinos con versiones de la obra de Lucrecio y Virgilio.

## Publicaciones seleccionadas

### Dramaturgia
- Acuña, René (1978). Farsas y representaciones escénicas de los mayas antiguo. México, D. F.: Universidad Nacional Autónoma de México / Dirección General de Publicaciones [UNAM] / Centro de Estudios Mayas (UNAM) (Cuadernos del Centro de Estudios Mayas).
- Acuña, René (1979). El teatro popular en Hispanoamérica: una bibliografía anotada (1. edición). México: Universidad Nacional Autónoma de México, Instituto de Investigaciones Filológicas, Centro de Estudios Literarios. ISBN 9685825300.

### Narrativa
- Acuña, René (1981). Notas de literatura arcaica latina. México, D. F.: Universidad Nacional Autónoma de México / Instituto de Investigaciones Filológicas (UNAM) / Centro de Estudios Clásicos (UNAM) (Cuadernos del Centro de Estudios Clásicos; 10). ISBN 9789685800747.
- Acuña, René (1998). Temas del Popol Vuh (1. edición). México: Instituto de Investigaciones Filológicas, Universidad Nacional Autónoma de México. ISBN 9683671411.